# Trần Thực (nhà Lê)
Trần Thực là quan viện Hàn lâm thời Lê sơ, đỗ tiến sĩ năm 1484.

## Thân thế
Trần Thực là người làng Vạn Tải, huyện Thanh Lâm (Hải Dương).

## Sự nghiệp
Ông đỗ tiến sĩ khoa Giáp Thìn niên hiệu Hồng Đức năm 1484 lúc 28 tuổi. Về sau ông làm quan đến quan viện Hàn lâm.
Theo Lịch triều hiến chương loại chí, khi nhà Mạc lên ngôi thì ông "không chịu khuất".

## Nhận định
Phan Huy Chú có viết một mục về ông trong Lịch triều hiến chương loại chí tại phần "Bề tôi tiết nghĩa" thuộc Nhân vật chí. Phan Huy Chú cho rằng Trần Thực "được khen là tiết nghĩa".